# Agrias subfrontina
Agrias subfrontina är en fjärilsart som beskrevs av Peter William Michael 1930. Agrias subfrontina ingår i släktet Agrias och familjen praktfjärilar. Inga underarter finns listade i Catalogue of Life.